# Daemon Tools
Daemon Tools (skrivet DAEMON Tools av utvecklarna) är ett Windows-program som används för att skapa virtuella CD- och DVD-enheter med hjälp av imagefiler. Programmet kan använda sig av diverse medieavbilder för att emulera exempelvis en CD-skiva. Daemon Tools fungerar med filformaten bin/cue, mdf/mds, iso, bwt, cdi, b5t, ccd, nrg, pdi och img.
I praktiken innebär detta att man med hjälp av ett annat program kopierar en CD- eller DVD-skiva till hårddisken i form av en imagefil, som i sin tur antingen kan brännas till en CD-/DVD-skiva eller med hjälp av Daemon Tools öppnas direkt genom att lura datorn att skivan sitter i en CD-läsare som egentligen inte finns. 
Programmet finns i fyra olika versioner:
- DAEMON Tools Pro Advanced (Betalversion - 20 dagars fri utvärdering)
- DAEMON Tools Pro Standard (Betalversion - 20 dagars fri utvärdering)
- DAEMON Tools Lite (Gratis)
- DAEMON Tools Net (Betalversion - 20 dagars fri utvärdering)

## Adware
Adware i versionen 4.03 eller högre versioner, WhenU, SaveNow eller Save som det kallas är adware som medföljs som ett verktygsfält. Under installationen av Daemon Tools kan du välja att inte installera dem.